# Cytisus emeriflorus
Cytisus emeriflorus là một loài thực vật có hoa trong họ Đậu. Loài này được Rchb. miêu tả khoa học đầu tiên.